# Giuseppe Fanelli
Giuseppe Fanelli est un révolutionnaire libertaire italien, né à Naples le 13 octobre 1827, mort dans la même ville le 5 janvier 1877.

## Biographie
Issu d’une famille riche, Giuseppe Fanelli commence des études d’architecture qu’il ne termine pas.
À 18 ans, il adhère à la Giovine Italia, le mouvement de Giuseppe Mazzini. En 1848, durant la première guerre d'indépendance italienne qui ouvre l’époque du Risorgimento, il se porte volontaire et combat à Milan ainsi que dans le Tyrol. C’est à cette époque qu’il fait la rencontre de Mazzini dont il devient un ami intime. Après l’armistice Salasco, il se réfugie dans le Tessin. En 1849, il participe aux combats pour la défense de la République romaine à la suite desquels il est contraint à l’exil, d’abord en Corse puis à Malte.
En 1857, il rentre secrètement en Italie et participe, à Gênes à l’insurrection armée qu’organisent Carlo Pisacane et Giovanni Nicotera. L’objectif est de renverser le royaume de Ferdinand II mais, près de Sapri, les révolutionnaires rencontrent des troupes qui leur font subir une lourde défaite : 85 d’entre eux trouvent la mort, parmi lesquels Pisacane lui-même. Fanelli s’enfuit à Londres.
En 1860, il prend part à l’expédition des Mille aux côtés de Giuseppe Garibaldi jusqu’à la fin de la campagne. 
En 1863, il se rend en Pologne  pour apporter son soutien à l’insurrection qui s’y déroule.
Revenu à Naples, il fait la connaissance de Bakounine qui va faire évoluer ses conceptions politiques vers le socialisme libertaire. Avec Carlo Gambuzzi et Saverio Friscia, il fait partie des premiers adhérents de l’organisation secrète de Bakounine, la Fraternité Internationale. Il ne rompt toutefois pas avec Garibaldi et participe même, au cours de la troisième guerre d'Indépendance italienne aux combats qui opposent les Italiens aux troupes autrichiennes dans la Province autonome de Trente, ainsi qu’à la tentative de libération de Rome. 
En 1865, il est élu député au parlement italien et le restera jusqu’en 1874.
En septembre 1868, il est présent avec Friscia, Gambuzzi, Tucci et Bakounine au second congrès de la Ligue de la Paix et de la Liberté, à Berne. C’est au cours de ce congrès que la minorité socialiste se sépare de la Ligue et fonde l’Alliance internationale de la Démocratie Socialiste qui décide d’adhérer à la Première Internationale.
En octobre 1868, Bakounine confie à Fanelli la mission de se rendre en Espagne pour y constituer les premiers groupes de l’Internationale. Il se rend successivement à Madrid et à Barcelone. Malgré le peu de contact qu’il possède dans le pays, sa mission est couronnée de succès. Au-delà de la création de l’Internationale en Espagne, le voyage de Fanelli est devenu une sorte de mythe fondateur du mouvement anarchiste espagnol. On possède de la plume d’Anselmo Lorenzo une description lyrique de Fanelli et de l’impression qu’il laisse derrière lui :
« C’était un homme d’environ 40 ans, grand, grave et aimable de visage, avec une barbe noire fournie et de grands yeux noirs expressifs qui lançaient des éclairs ou se teintaient d’une tendre compassion selon les émotions qui le dominaient. Sa voix avait un timbre métallique et était capable d’exprimer toutes les inflexions, passant rapidement des accents de la colère et de la menace contre les exploiteurs et les tyrans à ceux de la souffrance, de la pitié et du réconfort lorsqu’il s’agissait des peines des exploités, du ton de celui qui comprend la misère sans en souffrir lui-même ou de celui qui par altruisme se plaît à présenter un idéal ultra révolutionnaire de paix et de fraternité. »
« Le plus piquant dans l’affaire était qu’il ne parlait pas espagnol. Alors qu’il s’exprimait en français, langue que quelques-uns d’entre nous comprenaient à moitié, ou en italien que nous ne pouvions qu’un peu saisir par analogie, un tel plus, un tel moins, non seulement nous ralliions-nous à ses pensées mais aussi, grâce à ses mimiques expressives, nous étions tous emportés par le plus grand des enthousiasmes. Il fallait le voir et l’entendre décrire la condition du travailleur qui se trouve privé de moyens de subsistance, faute de travail, lorsque la production se fait excessive […] Cosa horribile ! spaventosa ! s’exclama-t-il, faisant passer sur nous des frissons et des tressaillements d’effroi. »
— Anselmo Lorenzo, El Proletariado militante.
Il retourne en 1869 à Naples et travaille au sein de l’Internationale aux côtés de jeunes comme Errico Malatesta ou Carlo Cafiero. Il participe à la naissance du journal napolitain La Campana.
En août 1872, il est présent à la Conférence de Rimini au cours de laquelle la fédération italienne de l’Internationale décide de ne pas envoyer de délégué au Congrès de La Haye. Fanelli est également délégué au congrès de Saint-Imier qui marque la fondation de l’Internationale antiautoritaire.
Il meurt le 5 janvier 1877 d’une hémorragie cérébrale.

## Sources
- (es) Anselmo Lorenzo, El proletariado militante, Ediciones Vertice, Mexico (s.d.).
- Max Nettlau, La Première Internationale en Espagne (1868-1888), D. Reidel Publishing Company, Dordrecht, Holland, 1969.
- (it) Nicola Terracciano, Giuseppe Fanelli : Eroe della patria, eroe dell'umanita.
- RA.forum : article
- L'Éphéméride anarchiste : notice biographique.
- Carlo Cafiero, Abrégé du capital de Karl Marx, Édition du Chien Rouge, avant-propos de Mathieu Léonard, note de bas de page (page 12) Giuseppe Fanelli et la fondation de la section madrilène de l’Internationale.